# Leon (Sohn des Kolonos)
Leon (altgriechisch Λέων Léōn) ist eine Person der griechischen Mythologie.
Er ist ein Sohn des Kolonos aus Tanagra und Bruder des Ochemos, des Bukolos und der Ochna. Seine Schwester Ochna versucht den schönen Jüngling Eunostos zu verführen. Als ihr das misslingt, bezichtigt sie Eunostos gegenüber ihren Brüdern, ihr Gewalt angetan zu haben, woraufhin diese den Eunostos erschlagen. Elieus, der Vater des Eunostos, lässt die Brüder gefangen nehmen. Nachdem Ochna die Wahrheit gestanden und sich aus Reue von einem Felsen gestürzt hat, kommen sie wieder frei.